# Rosyjska arka
Rosyjska arka (ros. Russkij kowczeg) –  rosyjski film z 2002 roku w reżyserii Aleksandra Sokurowa.
Film został nakręcony jednym ujęciem

## Fabuła
Film przedstawia 300 lat cesarskich rządów w jednym ujęciu. Bohaterem filmu jest współczesny reżyser, który w niewiadomych okolicznościach zjawia się Ermitażu na początku XVII wieku. Na swojej drodze spotyka tam cynicznego, francuskiego dyplomatę. Mężczyźni zaprzyjaźniają się i postanawiają wyruszyć we wspólną podróż, kończącą się we współczesnych latach. Podczas podróży są świadkami niezwykłych wydarzeń i spotykają historyczne postacie. 

## Obsada
Źródło: Filmweb
- Siergiej Drejden - Nieznajomy
- Maria Kuzniecowa - Katarzyna Wielka
- Boris Smołkin - Kanclerz Nesselrode
- Wadim Łobanow - Kamerdyner
- Svetlana Smirnova - Wdowa
- David Giorgobiani - książę Orbeli
- Aleksandr Czaban - Boris Piotrowski
- Maksim Siergiejew - Piotr Wielki

i inni.